# Министерство инфраструктуры Украины
Министерство инфраструктуры Украины (укр. Міністерство інфраструктури України) — государственный орган исполнительной власти Украины, деятельность которого направляется и координируется Кабинетом министров Украины. Министерство возглавляет Министр инфраструктуры Украины, которого назначает на должность Верховная Рада Украины в установленном законодательством порядке.
Министерство инфраструктуры Украины образовано 9 декабря 2010 года путём реорганизации Министерства транспорта и связи Украины.

## Задачи

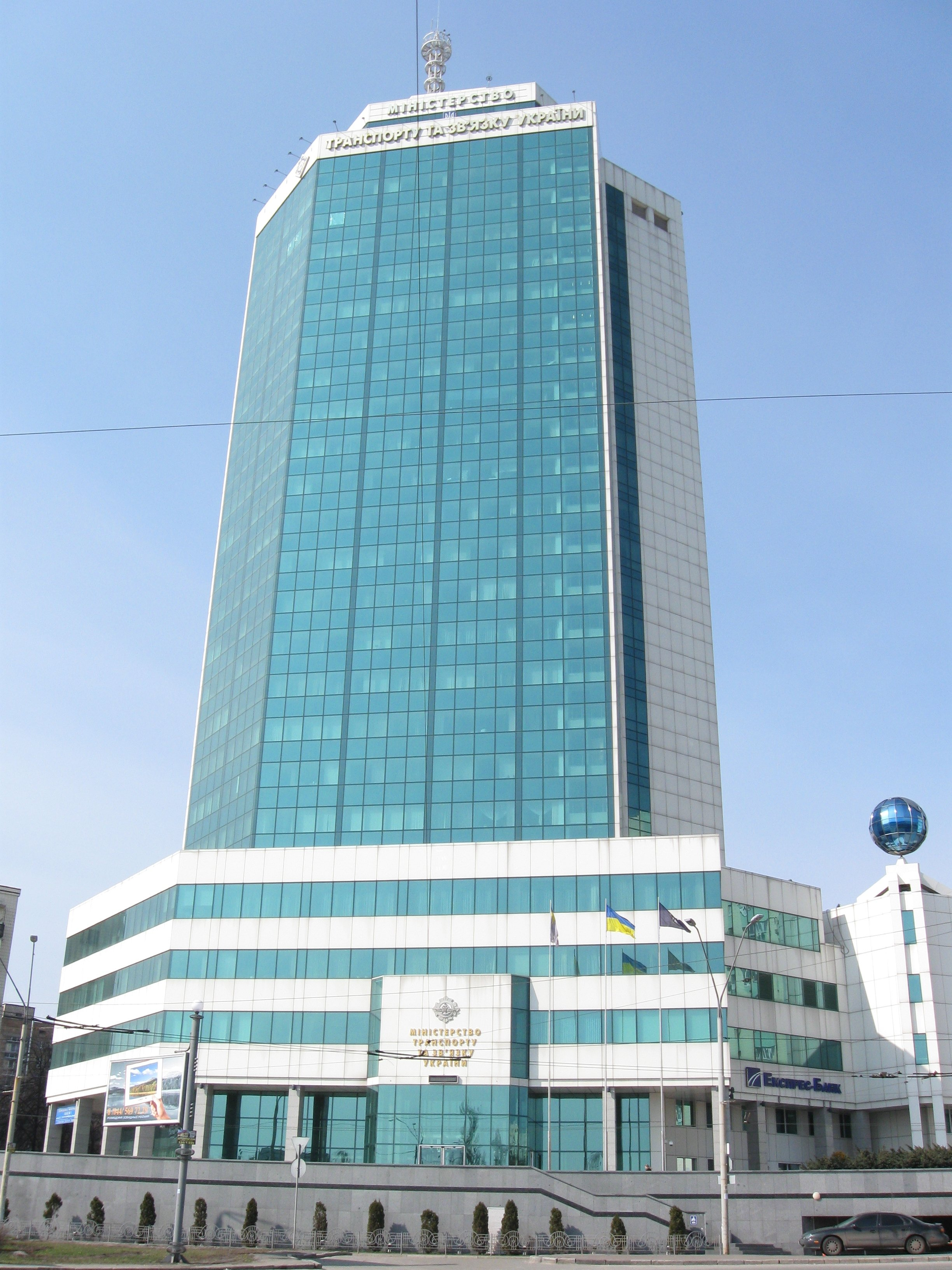
Здание министерства

В задачи Министерства входит формирование и реализация государственной политики:
- в сферах автомобильного, железнодорожного, морского и речного транспорта, предоставления услуг почтовой связи;
- в сфере авиационного транспорта и использования воздушного пространства Украины;
- в сфере развития, строительства, реконструкции и модернизации авиационного, морского и речного транспорта;
- в сфере дорожного хозяйства;
- в сфере навигационно-гидрографического обеспечения судоходства, торгового мореплавания;
- по вопросам безопасности на автомобильном транспорте общего пользования, городском электрическом, железнодорожном, морском и речном транспорте
- по вопросам государственного надзора (контроля) за безопасностью на автомобильном транспорте общего пользования, городском электрическом, железнодорожном, морском и речном транспорте (кроме сферы безопасности мореплавания судов флота рыбной промышленности);
- по вопросам развития транспортной инфраструктуры;
- в пределах полномочий, предусмотренных законом — в формировании и обеспечении реализации государственной тарифной политики.

## Подчинённые органы
В ведении Министерства состоят:
- Государственная авиационная служба Украины;
- Государственная служба Украины по безопасности на транспорте;
- Государственное агентство автомобильных дорог Украины;
- Государственная служба морского и речного транспорта Украины;
- Государственное агентство инфраструктурных проектов Украины.

## Руководство
Министр — Алексей Кулеба. Первый заместитель министра — Василий Шкураков.
- Заместитель министра — Юрий Васьков[5].
- Заместитель министра — Мустафа Найем[6].
- Заместитель министра — Александра Азархина[7].
- Заместитель министра по вопросам европейской интеграции — Анна Юрченко[8].
- Заместитель министра по вопросам цифрового развития, цифровых трансформаций и цифровизации — Анатолий Комирный[9].
- Государственный секретарь — Андрей Почтарёв[10].